# Tilmann Vachta
Tilmann Vachta (* im 20. Jahrhundert) ist ein deutscher Prähistoriker.
Er studierte an der Universität Bonn (Magister 2007) und der FU Berlin (Promotion 2012). Sein Hauptforschungsgebiet sind die Hortfunde der Bronzezeit.

## Veröffentlichungen (Auswahl)
- Studien zu den bronzezeitlichen Hortfunden des oberen Theissgebietes (= Universitätsforschungen zur prähistorischen Archäologie. Bd. 159). Habelt, Bonn 2008, ISBN 978-3-7749-3596-9 (Magisterarbeit).
- mit Svend Hansen, Daniel Neumann (Hrsg.): Hort und Raum. Aktuelle Forschungen zu bronzezeitlichen Deponierungen in Mitteleuropa. De Gruyter, Berlin 2012, ISBN 978-3-11-029026-4.
- Bronzezeitliche Hortfunde und ihre Fundorte in Böhmen. Edition Topoi, Berlin 2016, ISBN 978-3-9816751-2-2 (Dissertation; Digitalisat).
- mit Svend Hansen, Daniel Neumann (Hrsg.): Raum, Gabe und Erinnerung. Weihgaben und Heiligtümer in prähistorischen und antiken Gesellschaften. Edition Topoi, Berlin 2016, ISBN 978-3-9816751-3-9 (Digitalisat).